# MIXTURE
MIXTURE（ミクスチャー）は、Singer Song WriterやSound it!で有名な株式会社インターネットが制作・販売していた直感系音楽作成ソフトウェアである。現在は後継ソフトとして「Singer Song Writer LOOPS」が販売されている。

## 概要
フレーズ、伴奏のパターン、コード進行といった素材の中から好みのものを選んで、マウス操作でブロックのように
自由に組み合わせて直感的に楽曲を作成できる、Singer Song Writerシリーズとは異なるコンセプトを持つ音楽作成ソフトウエア。さらに、別途でオーディオ・インターフェイスを用意すれば、レコーディングからミキシング、CD制作まで行えるとしている。2007年6月上旬に発売。2017年に後継ソフトの「Singer Song Writer LOOPS」と入れ替わる形で販売終了。

## ラインナップ
いずれもWindows版。無印とBasicでは後者の方が素材が少ないこと以外、基本的な機能は同一である。
- MIXTURE（2007年6月8日発売）
- MIXTURE Basic（2010年9月24日発売）